# Carduus carduelis
Carduus carduelis là một loài thực vật có hoa trong họ Cúc. Loài này được (L.) Gren. mô tả khoa học đầu tiên năm 1864.